# Alexander Nevski-orde

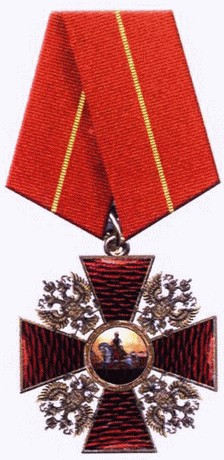
De huidige Orde van Alexander Nevski

De Orde van Alexander Nevski (Russisch: орден Александра Невского) heeft in de loop der eeuwen de wisselvalligheden van de Russische geschiedenis gevolgd. De Orde heeft in twee vormen in het keizerrijk der tsaren en in de Sovjet-Unie bestaan en is nu, in een derde verschijning, een orde van de Russische Federatie.
Alexander Nevski is een door de Russen zeer gewaardeerd historisch personage. Hij was politiek geschikt als voorbeeld voor de Russen want men beschouwt hem als stichter van het Russische Rijk. Hij is ook populair als overwinnaar van de Duitse Orde. Zijn overwinning op de katholieke Duitse edellieden die grote Slavische en orthodox-christelijke gebieden bestuurden maakten hem een nationale held. In de Tweede Wereldoorlog was hij, ondanks zijn associatie met adeldom en het tsarentregime, vanwege zijn overwinning op wat ook in de middeleeuwen al gehate buitenlandse bezetters waren geweest een passende figuur om een orde naar te vernoemen. Het Kremlin gebruikte toen Rusland in het nauw kwam weer nationale symbolen. Aan het feit dat Alexander Nevski aan het eind van zijn leven monnik werd en later heilig werd verklaard besteedden de streng seculiere Sovjets uiteraard geen aandacht.
Voor de huidige Russische Federatie waarin de Russisch-Orthodoxe Kerk weer een vooraanstaande rol speelt is Alexander Nevski wederom een passende nationale held.
Er zijn dus twee orden, met de naam "Orde van Alexander Nevski" of "Alexander Nevski-Orde" geweest. Dit artikel behandelt deze Orden en de huidige Orde. Er is ook een moderne orde van de Russische Federatie die veel gelijkenis met de vroegere tsaristische Orde van de Heilige en Rechtgelovige Grootvorst Alexander Nevski vertoont.
Toen Bulgarije in 1944 onder invloed van de Sovjet-Unie kwam werd de oude Sint-Alexanderorde omgedoopt tot Orde van Alexander Nevski. Deze orde heeft slechts kort bestaan.

## De Keizerlijke Orde van de Heilige en Rechtgelovige Grootvorst Alexander Nevski
Deze Orde, (Russisch: Iмператорский Орденъ Святого Благовѣрного Великого Князя Александра Невского, Imperatorskij Orden Svjatogo Blagovernovo Velikogo Knjasja Alexandra Nevskogo) geheten werd in 1722 door tsaar Peter de Grote gesticht maar zij kwam pas onder het bestuur van tsarina Catharina I tot bloei. Peter kwam niet toe aan het maken van een formuleren van een statuut of benoemingen in de Orde. Catharina zette op 21 mei 1725 het huwelijk van haar dochter Anna Petrovna van Rusland met hertog Karel Frederik van Sleeswijk-Holstein-Gottorp luister bij door de Orde niet alleen formeel in te stellen maar ook te verlenen. Statuten heeft de Orde nooit gekregen.

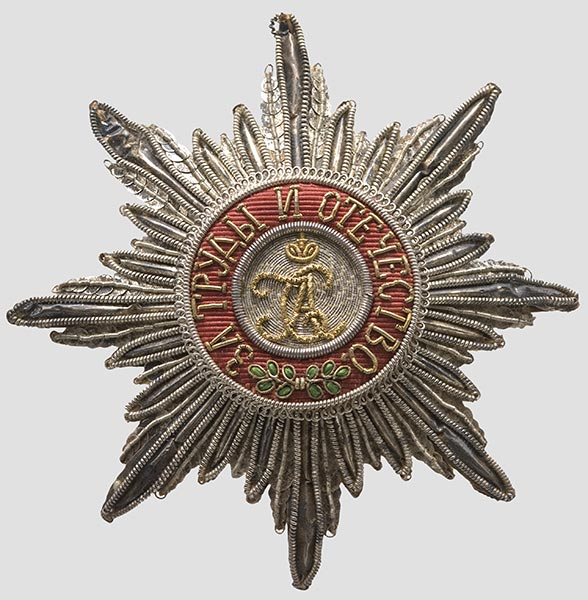
Geborduurde ster

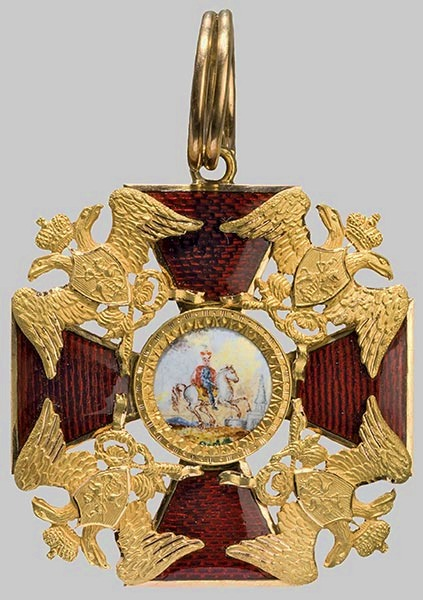
Kleinood uit de periode rond 1830

De Orde had slechts een enkele graad en werd alleen aan generaals-majoor en militairen van gelijkwaardige of hogere rangen verleend. De Russische prinsen waren, of zijn, vanaf hun meerderjarigheid leden van deze ridderorde. Dat de grootvorsten naast de Orde van Sint-Andreas ook deze ridderorde droegen is te verklaren uit het Russische gebruik om een ridder in de Orde van Sint-Andreas of een andere grote orde automatisch ook commandeur of ridder in andere ridderorden van de tsaar, met uitzondering van de voor overwinnende militaire bevelhebbers gereserveerde Sint-Jorisorde, te maken.
De feestdag van de Orde van Alexander Nevski was 30 augustus in de Russische kalender, men gebruikte de juliaanse kalender die elf dagen "achterliep" op de in West-Europa gebruikte kalender. Deze dag komt in de gregoriaanse kalender overeen met de tiende september. De feestdag werd ieder jaar gevierd.
Het toekennen van deze orde hield, net als bij de andere Russische orden, in dat de drager in de Russische adelstand werd verheven. Deze verheffing gold de erfelijke adeldom waarbij uitzonderingen werden gemaakt voor Basjkieren die alleen persoonlijke adeldom verwierven en kooplieden die door opname in een ridderorde van de tsaar erfelijk ereburger van Rusland werden.
De grootvorsten die allen ridder in de Orde van Sint-Andreas waren droegen volgens het protocol naast het blauwe lint van de Orde van Sint-Andreas het kruis van de Orde van Alexander Nevski om de hals. Het kruis van een ridder in de Orde van de Witte Adelaar werd dan in het knoopsgat gedragen.
Het gebruik om de ridders in de hoogste orden ook ambtshalve het kruis van een lagere orde te laten dragen bestond al in de 18e eeuw. In de 19e eeuw werd het geregeld door een oekaze van tsaar Nicolaas I van Rusland van 1 september 1845. Deze oekaze is tot de val van de laatste tsaar in 1917 van kracht gebleven.
De oekaze stelde de volgende draagwijzen vast.
- Ridders in de Orde van Sint-Andreas droegen het kruis van de Orde van Alexander Nevski om de hals en zouden de inmiddels Russisch-Poolse Orde van de Witte Adelaar in het knoopsgat dragen.
- Ridders in de Orde van Alexander Nevski droegen de Orde van de Witte Adelaar om de hals en het kruis der Eerste Klasse van de Orde van Sint-Anna in het knoopsgat.
- Ridders in de Orde van de Witte Adelaar droegen de Orde van Sint-Anna om de hals en het kruis der Eerste Klasse van de Orde van Sint-Stanislaus in het knoopsgat.
- Ridders-grootkruis in de Orde van Orde van Sint-Anna droegen het kruis der Eerste Klasse van de Orde van Sint-Stanislaus in het knoopsgat.

## De versierselen van de Orde
Het lint van de orde was ponceaurood. Het kleinood zelf was een gouden, donkerrood kruis pattée met in de armen het gouden Russische rijkswapen. In het midden is een gouden medaillon met een afbeelding van de geharnaste Heilige op een schimmel gelegd. De heilig verklaarde veldheer rijdt door een bosrijke omgeving en boven hem is een uit de hemel rijkende hand geschilderd die de goddelijke voorzienigheid voorstelt. Op de keerzijde is het gekroonde monogram van de Heilige op een wit medaillon te zien. De gouden keerzijde is verder niet geëmailleerd.
De ster was van zilver en had acht punten. In het roodomrande witte medaillon was het gekroonde monogram "S A" van de heilige "Alexander van de Neva" gelegd. Op de rode ring stond in gouden letters "За Труды и Отечество", in Latijnse letters "Za trudy i otjetschestwo", wat "voor Arbeid en het Vaderland" betekent. In het medaillon werden voor het monogram dus letters uit het Latijnse alfabet gebruikt terwijl op de ring voor een motto in het Cyrilisch schrift werd gekozen. De Orde werd ook met zwaarden, briljanten of beide verleend en ook de ster werd in zo'n geval geheel met diamanten ingelegd.
Het kleinood of juweel van de orde heeft in de loop der tijd enige kleine veranderingen doorgemaakt. Deze veranderingen zijn niet formeel voorgeschreven want de Orde van Alexander-Nevski heeft nooit statuten gekend. De juweliers werkten naar een voorbeeld en zij varieerden daarop. Rond 1830 zag men kruisen met rood emaille en adelaars waarvan de gouden vleugels de armen van het kruis gedeeltelijk bedekten. In de jaren rond 1850 werden kruisen met zwart in plaats van rood emaille gefabriceerd.
In de 18e en 19e eeuw werden de sterren geborduurd met zilverdraad en gouddraad. Dergelijke sterren sleten snel en ze werden ook vuil. Daarom werden in het midden van de 19e eeuw geborduurde sterren met een geëmailleerd en in het midden bevestigd metalen medaillon en later sterren die geheel van edelmetaal waren vervaardigd ingevoerd. Deze draagwijze werd in Frankrijk populair en ze vond rond het midden van de 19e eeuw overal in Europa ingang. De eerste metalen sterren hadden nog kleine ogen aan het einde van iedere straal van de ster. Met behulp van deze ogen werd de ster op de kleding vastgemaakt. Bij de eerste metalen sterren werd dit gebruik nog gehandhaafd. Later werden de metalen sterren met beugels en haken aan de jas bevestigd.
Omdat er meerdere ateliers van borduurders van sterren actief waren en de buitenlandse dragers hun sterren desgewenst in hun eigen land konden laten borduren zijn de afmetingen en uitvoeringen van de geborduurde sterren sterk wisselend van kwaliteit. De opdrachtgevers konden immers kiezen voor meer of minder detail en zij moesten het kostbare goud-en zilverdraad per gewicht afrekenen. De geborduurde sterren werden op een achtergrond van vilt of andere sterke stof vervaardigd en konden zo van de ene op de andere jas worden overgebracht.
Tegen het einde van de negentiende eeuw zeg men weinig of geen geborduurde sterren meer.
De metalen sterren en kruisen werden door meerdere juweliers vervaardigd. Bij een leverantie van een hofjuwelier aan het Keizerlijk Hof ontbreken de keuren, bij particuliere bestellingen, veel ridders wilden een eigen set versierselen bezitten, zijn deze keuren wél aanwezig. De ingeslagen stempels duiden de fabrikant, het zilvergehalte, het jaar waarin werd gekeurd en het herkenningsteken van de keur in Moskou of Sint-Petersburg aan. Sterren en kruisen kunnen ook in het buitenland zijn vervaardigd. Omdat er meerdere fabrikanten waren en de mode bij de juweliers in de loop van de jaren veranderde zijn er meerdere uitvoeringen van de versierselen bekend.
De zwaarden werden bij de versierselen van deze orde gekruist onder de vier gouden adelaars in de armen van het kruis gelegd. Op de ster werden de twee gekruise zwaarden ontbloot en met de punten omhoog onder het medaillon op de diagonale stralen van de ster gelegd. Het lint bleef bij toekenning van de Orde van Alexander Nevski met de Zwaarden gelijk.
Niet-christenen kregen versierselen waarvan de afbeelding van de Russische heilige vervangen was door een zwarte adelaar.
De ridders in de Orde van Sint-Andreas droegen deze Orde aan een ponceaurood lint om de hals.
Andere ridders droegen het kleinood aan een breed lint over de linkerschouder. Deze draagwijze wijkt af van de gebruikelijke draagwijze van grootlinten die meestal over de rechterschouder worden gedragen zodat de strik met het versiersel op de linkerheup hangt. De ster werd links op de borst gedragen.
Aan deze orde was geen keten verbonden. De ridders namen het grootlint desgewenst op als pronkstuk in hun wapen, zij hingen dan, volgens de regels der heraldiek, het grootlint om het wapenschild.

## De ordekleding
In de 18e eeuw was het dragen van een speciaal kostuum bij feestelijke of plechtige bijeenkomsten van een ridderorde in veel gevallen verplicht. Hoewel de Orde van Alexander Nevski geen statuten bezat was er volgens Maximilian Gritzner wel een eigen kleurrijke ordekleding vastgesteld. De ridders droegen een lange mantel van rode zijde, met een grote geborduurde ster op de linkerschouder. De kousen waren rood, de kuitbroek was wit en het vest van zilverkleurig gaas. Een links opgeslagen zijden hoed van zwarte zijde werd versierd met rode en witte veren en een rood andreaskruis.

## De geschiedenis van de Orde
Het feest van de Orde was de dertigste augustus en tsarina Catharina de Grote liet voor het daarbij behorende diner een servies met afbeeldingen van de Orde maken.
Ook de kort levende democratische Russische republiek van Alexander Fjodorovitsj Kerenski bleef de dankzij zijn overwinning op de Duitse ridders in 1240 nog steeds populaire Alexander Nevski gewijde Orde toekennen. De kronen op de adelaars werden nu weggelaten.
De Sovjets schaften de Orde af maar de in 1918 verbannen Romanovs gebruiken de Orde nog steeds als hun Huisorde.
In 1992 stelde Boris Jeltsin een "Orde van Verdienste voor het Vaderland" in die veel karakteristieken van de oude Alexander Nevski-orde vertoont. Ook deze Orde heeft een uitvoering voor "niet-christenen".

## De Alexander Nevsk-orde

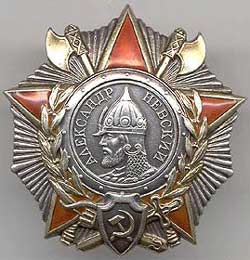
De Alexander Nevski-orde

Deze Orde (Russisch: Орден Александра Невского, Orden Aleksandra Nevskogo), werd op 29 juli 1942 door Jozef Stalin ingesteld. In de "Grote Pattriotische Oorlog" tegen de binnengevallen Nazi's knoopte Stalin graag aan bij Russische tradities. De Orde moest herinneren aan de daden van de later heilig verklaarde legeraanvoerder Alexander Nevski (Nederlands: "Alexander van de Neva) maar de atheïstische Sovjet-Unie liet het woord "heilige" bij Alexander Nevski weg. Alexander Nevski was ook een geschikte figuur omdat ook hij de Duitse Ridders had verslagen.
Het besluit om in oorlogstijd nieuwe ridderorden in te stellen en deze naar patriotten en adellijke generaals uit het tsaristische verleden te vernoemen was een breuk met de ideologie van de Sovjet-regering. Nu het land in groot gevaar was, wilde men de door de vooroorlogse terreur, de zuiveringen en massamoorden van Stalin en de vele nederlagen tegen de Duitsers de gedemoraliseerde bevolking eraan herinneren dat het verdedigen van het moederland geen communistische, maar een patriottistische plicht was. De nieuwe Orden van Soevorov, Koetoezov en Alexander Nevski werden door de Technische Commissie van het ministerie van Binnenlandse Zaken en de kwartiermeester van het Rode Leger voorbereid. Op 13 juli van 1942 werd een ontwerp van de hand van de schilder N. I. Moskaleva, ook ontwerper van de Orde van de Overwinning, de Orde van Bogdan Chmelnitski en veel medailles voor de bevrijding van steden aanvaard.
Deze hoge Orde had een enkele graad en werd verleend aan moedige Russische en geallieerde officieren die met geringe verliezen een overwinning behaalden.
Het merendeel van de toekenningen van de Alexander Nevski Orde werd toegekend aan de stafofficieren in de commandopost van een regiment of bataljon. Zij droegen militaire rangen, variërend van luitenant tot kolonel). De hogere rangen werden zelden met deze ster gedecoreerd. Zij mochten immers rekenen op de Orde van Soevorov of de Orde van Koetoezov.
Na de oorlog werd deze orde ook gebruikt om verdienste tijdens het gewelddadig neerslaan van de "contra-revolutie" in Hongarije in 1956 te belonen.

## De ster van de orde
Het insigne van de Sovjet-Russische Orde van Alexander Nevski is een convexe ster met vijf stralen. Daarin volgt de orde het type van de socialistische orden. De vijf punten van de ster zijn bedekt met robijnrood glazuur. De vijfpuntige ster heeft daaronder tien uiteenlopende stralen van gepolijst zilver. De rode ster heeft een gouden randje. In de middelste ster is een rond medaillon met in reliëf een geïdealiseerde afbeelding van Alexander Nevski en de inscriptie op de ring luidt "Alexander Nevski". Het schild is omgeven door een lauwerkrans van verguld zilver. De onderste einden van de takken zijn bedekt met een verguld schild waarop de hamer en sikkel uit het wapen van de Sovjet-Unie zijn afgebeeld.. Op de achtergrond van de tien stralen zijn twee vergulde strijdbijlen, gekruist achter het medaillon met het portret aangebracht. In het onderste deel van de Orde worden achter het schild een zwaard, speer, pijl-en-boog gekruist, dus als een trofee, afgebeeld.
De 5 cm brede ster van de Orde van Alexander Nevski was gemaakt van zilver en weegt ongeveer 41 gram. Op de achterkant van de ster is een schroefdraad met moer aangebracht. Zo werd de ster vastgemaakt aan de kleding. Het gat in het uniform viel niet op want de ster werd altijd gedragen en ook in de dagelijkse dienst niet afgelegd.
Hoewel de ster niet aan een lint wordt gedragen is er een baton vastgesteld. Het zijden lint is blauw met een 5 millimeter brede rode streep in het midden.

## De gedecoreerden
In totaal werden door het Praesidium van de Opperste Sovjet 42.156 sterren verleend, ongeveer 70 daarvan aan generaals en 1473 sterren aan officieren en buitenlandse militaire eenheden die het Rode Leger en de Vloot in de Tweede Wereldoorlog bijstonden.
- Tijdens de Grote Patriottische Oorlog werden 42.007 sterren toegekend
- Tussen 1946-1956 werden 141 sterren toegekend.
- Tussen 1957-1991 werden 8 sterren toegekend.

Onder de onderscheiden personen bevinden zich:
- Generalissimo Aleksandr Mensjikov
- Generaal Michail Koetoezov
- Admiraal Fjodor Oesjakov

Er zijn geen Nederlandse of Belgische gedecoreerden.

## De op de Orde van Alexander Nevsky gelijkende Orde van Verdienste van de Russische Federatie

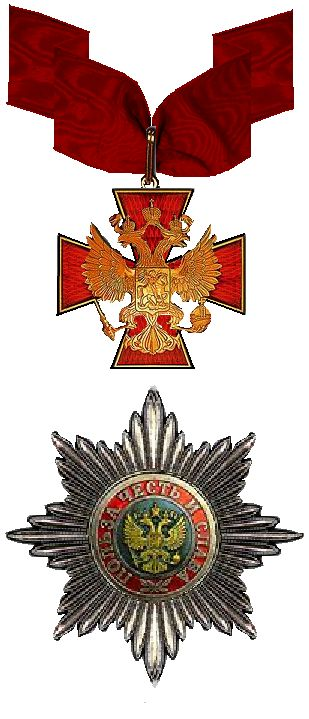
IIe Klasse van de Orde van Verdienste

De Opperste Sovjet van de Russische Federatie besloot op 20 maart 1992 om de Sovjet-Orde ook na de val van de Sovjet-Unie aan te houden maar tot verleningen is het -nog- niet gekomen.
Daarnaast is er een nieuwe Orde van Verdienste. Deze Orde van Verdienste voor het Vaderland (Russisch: "орден За Заслуги перед отечеством", "Orden Sa Saslugi pered otjetschestvom") heeft net als de Tsaristische orde van Alexander Nevski een rood lint en uitvoering voor niet-christenen. Volgens het decreet van 2 maart 1994 No. 442 laatstelijk veranderd bij Decreet No. 19 van 6 januari 1999 is dit een onderscheiding in vier klassen en geen ridderorde. Toch wordt de naam als "Orde van Verdienste voor het Vaderland" vertaald.
Het ontwerp van dit nieuwe ereteken is duidelijk door de oude orde geïnspireerd. De rood geëmailleerde armen van het kruis en de gouden adelaar met twee koppen herinneren aan de Alexander Nevski-Orde van de tsaren. De ster kreeg het motto van de Orde van Sint-Vladimir op de ring rond het medaillon.
Zie: Orden van de Sovjet-Unie

## Insignia van de Orde

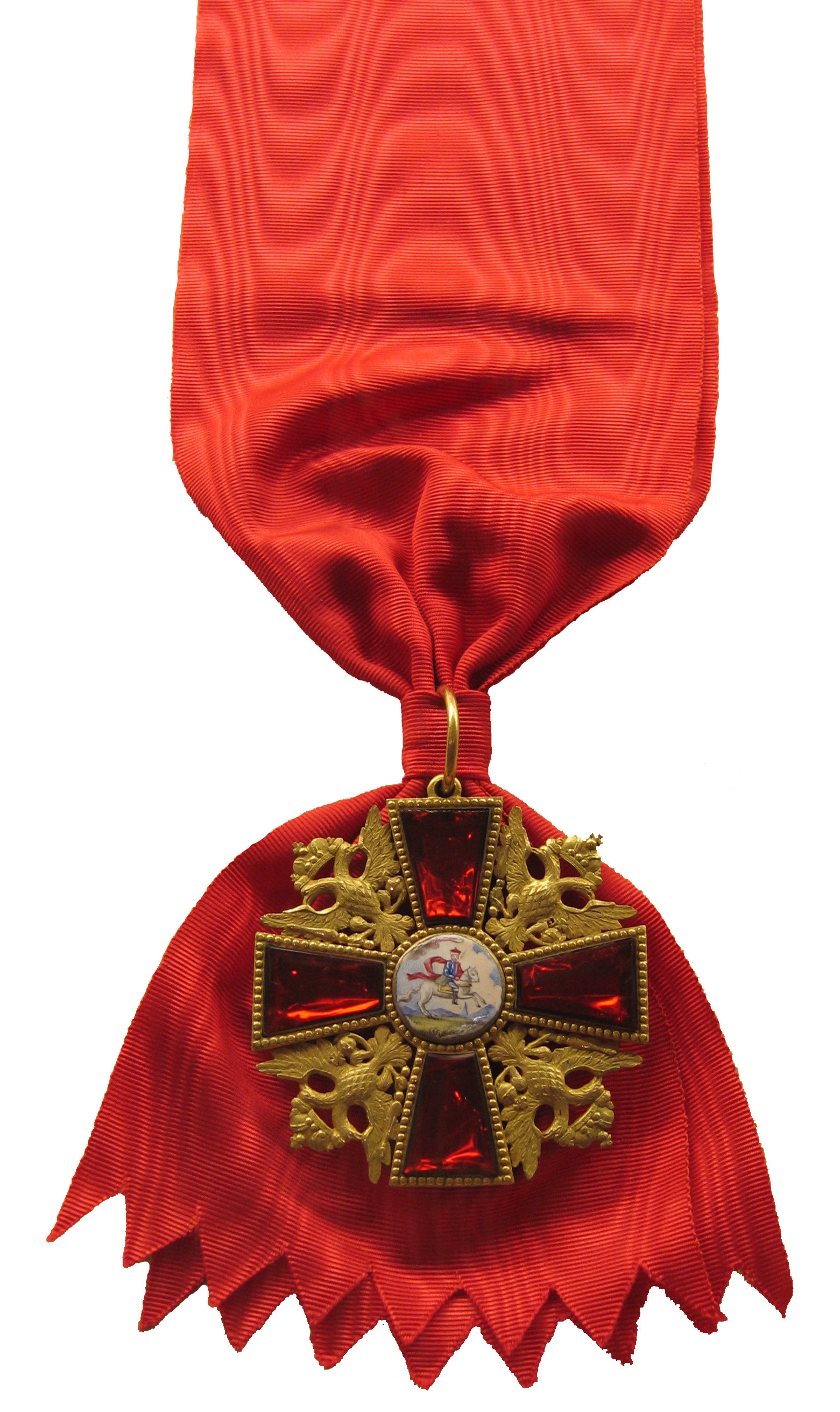
Grootlint
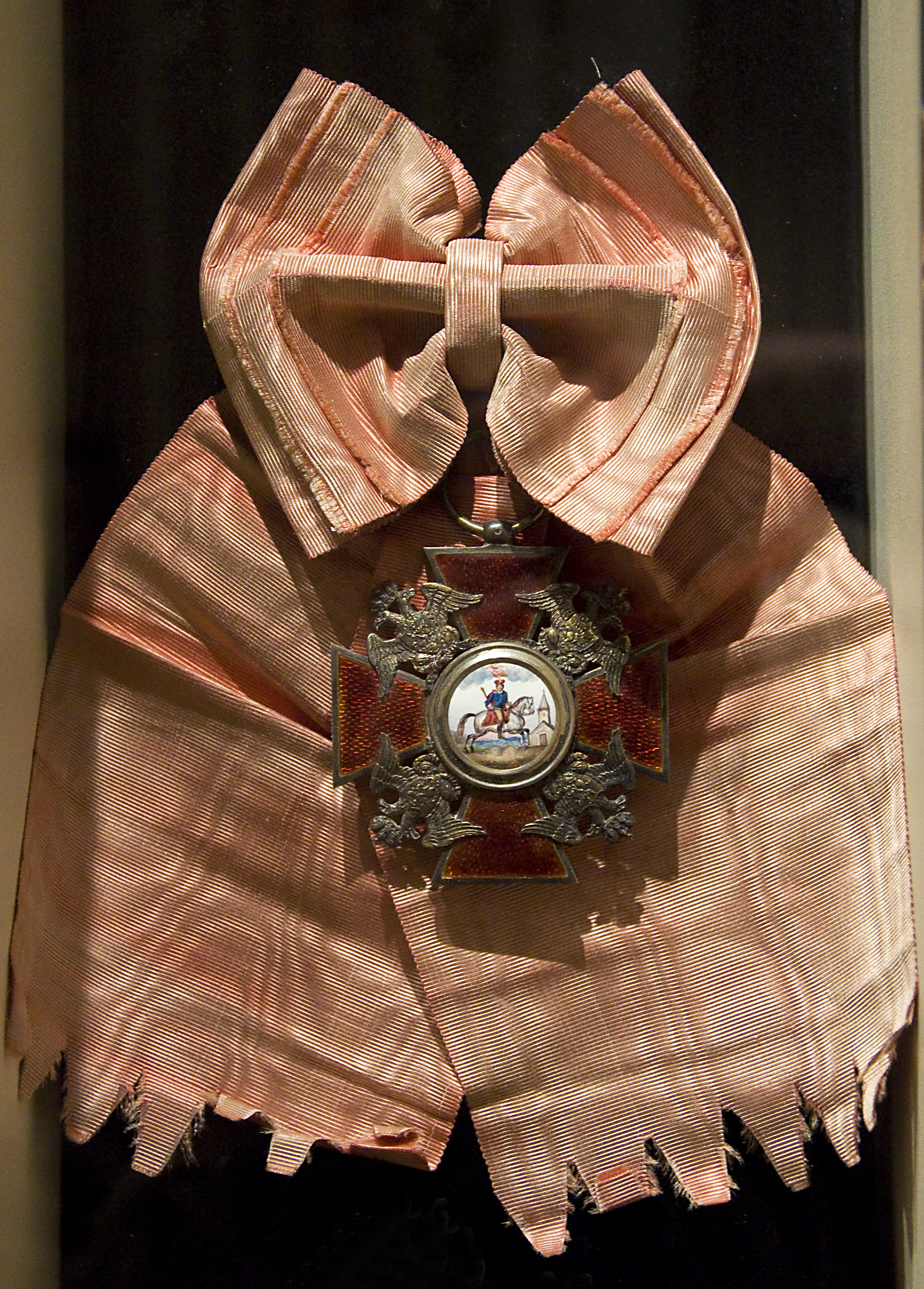
Grootkruis en lint van de orde van de heilige Alexander Nevsky in het Grand Curtius
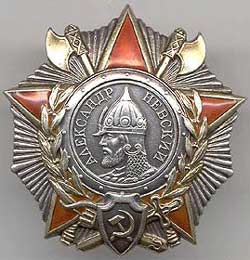
de Sovjet-Russische Orde van Sint Alexander Nevski
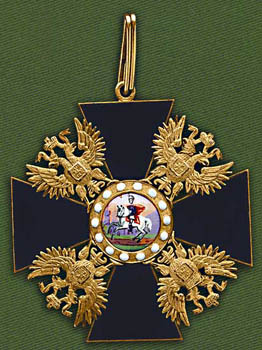
Kruis met zwarte email van rond 1865
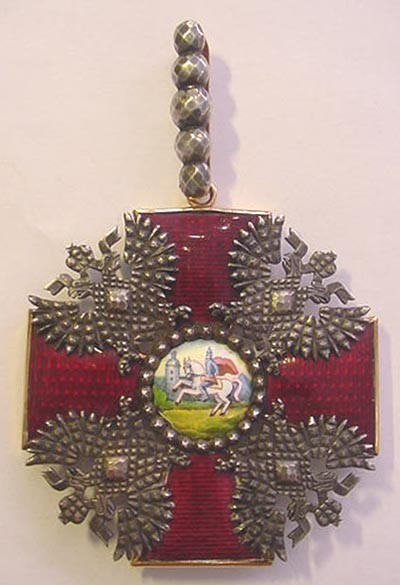
Kleinood dat lijkt op een met briljanten versierd kruis

## De orde op portretten

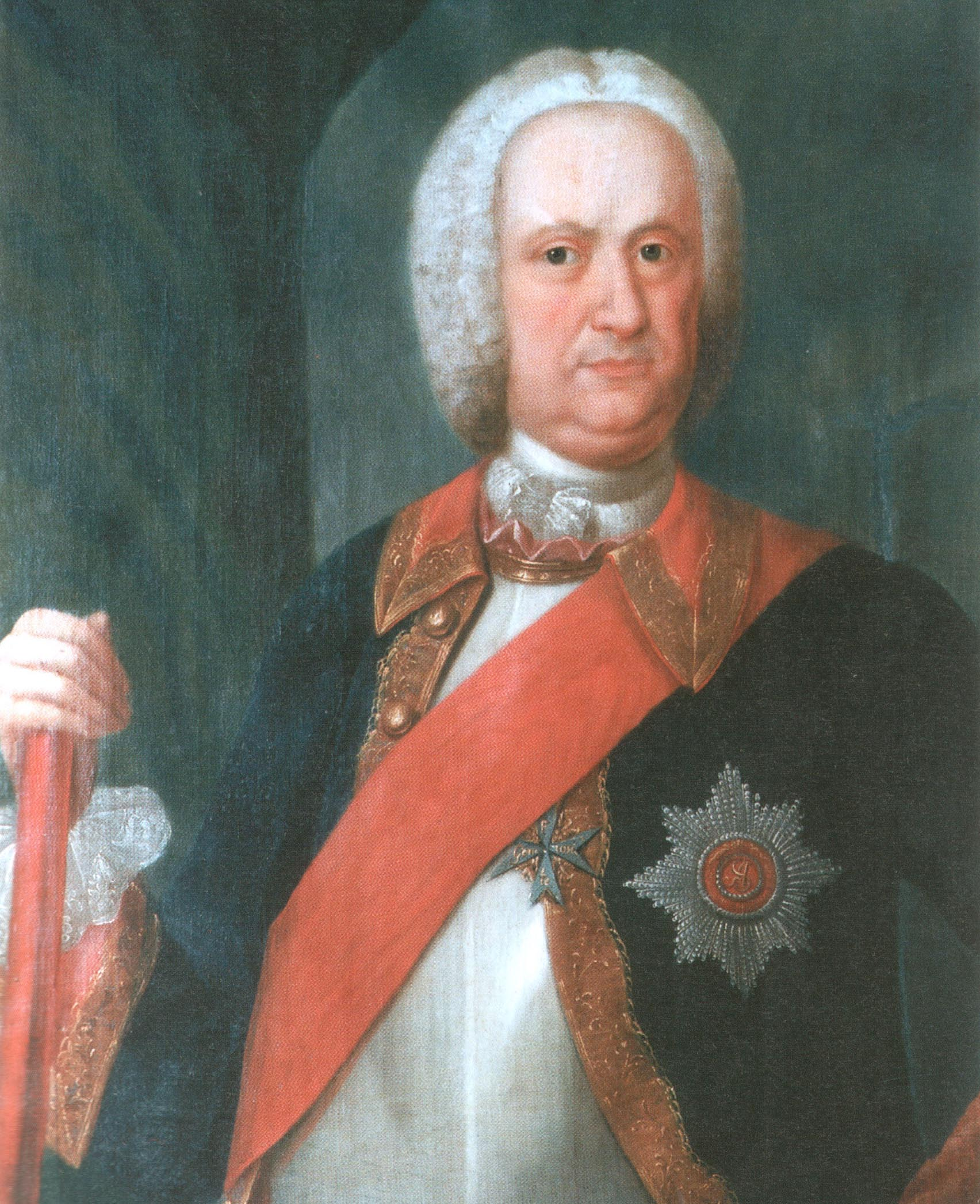
Generaal Balthasar (I.) von Campenhausen droeg ster en lint van de Orde van Alexander Nevski en de Pruisische Pour le Mérite
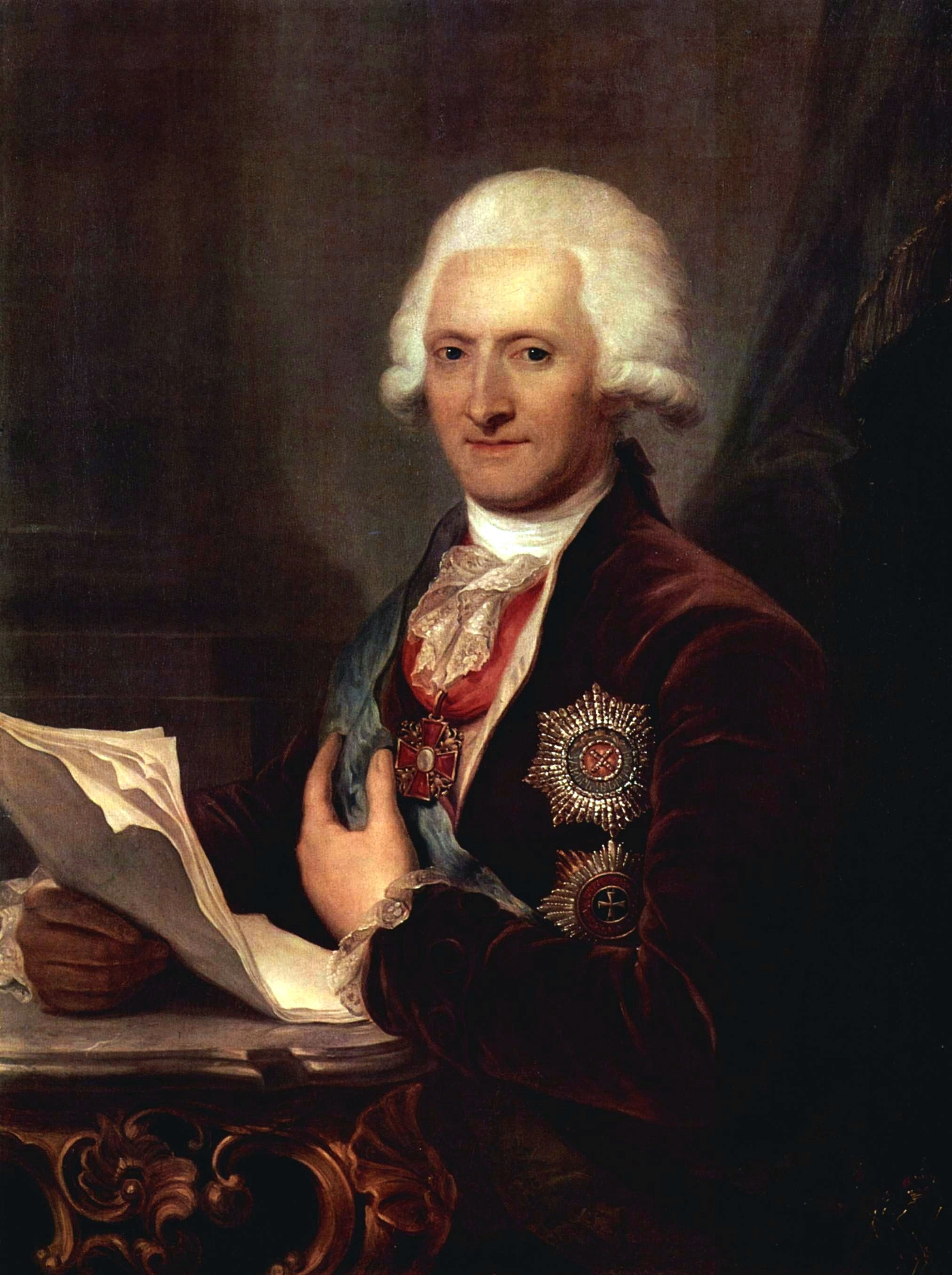
Jacob Sievers
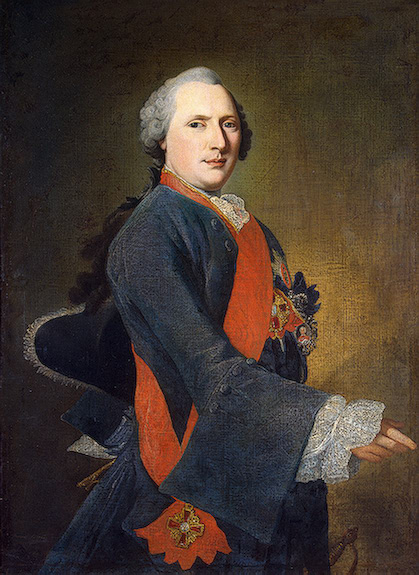
Karl Sievers
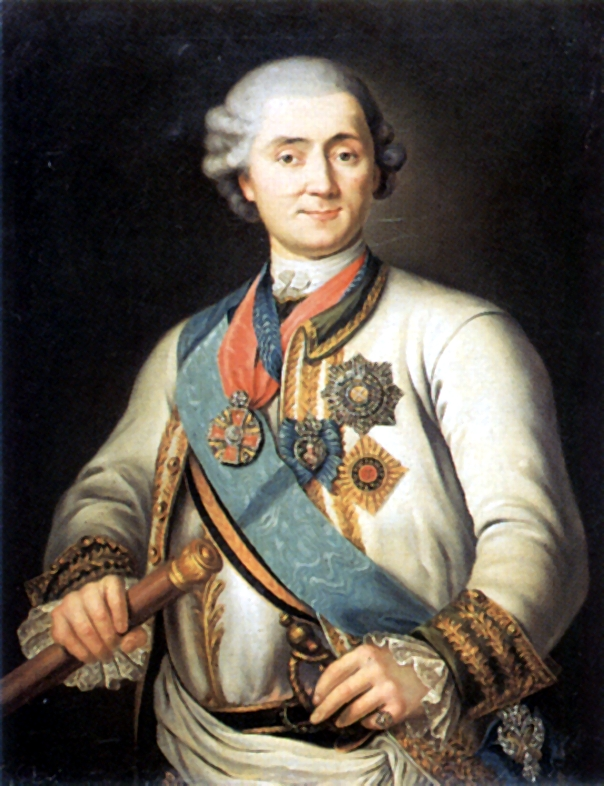
Graaf Orlov (1737-1808) draagt hel blauwe lint van de Andreasorde en de Orde van Alexander Nevsky aan een lint om de hals. Het geel met zwarte lint is van de Orden van Sint-George
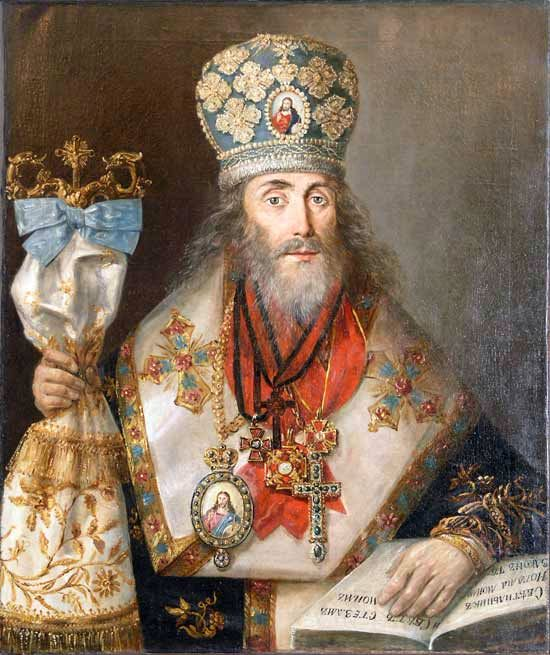
Aartsbisschop Jevgeni Kazantsev van Jaroslavl en Rostov (1778-1871) met het grootkruis in de Alexander Nevski-Orde en het Priesterkruis ter Herinnering aan de Oorlog van 1812. Hij draagt ook het commandeurskruis in de Orde van Sint-Anna. In de hand houdt hij de doctorsstaf

Hoogste eretitels van de Russische Federatie

Held van de Russische Federatie ·
Held van de Arbeid

Orden van de Russische Federatie

Sint-Andreas de Eerstgeroepene ·
Sint-George ·
Verdienste voor het Vaderland ·
Heilige Catharina de Grote Martelares ·
Alexander Nevski ·
Soevorov ·
Oesjakov ·
Zjoekov ·
Koetoezov ·
Nachimov ·
 Dapperheid ·
Militaire Verdienste ·
Maritieme Verdienste ·
Eer ·
Vriendschap ·
Roem van het Ouderschap

Onderscheidingstekens van de Russische Federatie

Sint-Georgekruis ·
Onderscheidingsteken voor Goede Daden ·
Onderscheidingsteken voor Onberispelijke Dienst

Medailles van de Russische Federatie

Dienen van het Moederland ·
Moed ·
Soevorov ·
Oesjakov ·
Zjoekov ·
Nesterov ·
Poesjkin ·
Verdedigers van het Vrije Rusland ·
Bewaken van de Openbare Orde ·
Verdedigen van de Grenzen ·
Redden van Stervenden ·
Landbouw ·
Ontwikkeling van spoorwegen ·
Kernenergie-onderzoek ·
Ruimteonderzoek ·
Roem van het Ouderschap

Herinneringsmedailles die tot 2010 staatsonderscheiding waren

50 jaar Overwinning ·
60 jaar Overwinning ·
65 jaar Overwinning ·
300 jaar Russische Marine ·
850 jaar Moskou ·
100 jaar Trans-Siberische Spoorweg ·
Al-Russische volkstelling ·
300 jaar Sint-Petersburg ·
1000 jaar Kazan

Herinneringsmedailles

70 jaar Overwinning

Certificaten van de President van de Russische Federatie

 Erecertificaat ·
Certificaat van Dankbaarheid
Orde van Sint-Andreas de Eerstgeroepene ·
Orde van de Heilige Catharina ·
Sint-Jorisorde ·
Orde van Sint-Anna ·
Alexander Nevski-orde ·
Orde van de Witte Adelaar (Polen) ·
Orde van Sint-Stanislaus ·
Orde van Sint-Vladimir ·
Herdenkingsdecoratie voor het 300-jarig bestaan van de Romanov-dynastie ·
Orde van het Rode Kruis voor Vrouwen en Meisjes ·
Soevereine Militaire Hospitaalorde van Sint-Jan van Jeruzalem en Malta in Rusland ·
Held van de Arbeid (1922) ·
Orde van de Rode Vlag van de Arbeid ·
Leninorde ·
Leninprijs ·
Held van de Sovjet-Unie ·
Gouden Ster ·
Orde van de Oktoberrevolutie ·
Ereteken van de Sovjet-Unie ·
Orde van de Glorie van de Arbeid ·
Orde van de Rode Banier ·
Held van de Socialistische Arbeid ·
Moeder-Heldin .
Heldenstad ·
Meester in de sport ·
Orde van de Vriendschap ·
Orde van de Vaderlandse Oorlog ·
Orde van de Eer ·
Orde van de Glorie ·
Orde van Nachimov ·
Orde van Koetoezov ·
Orde van Oesjakov ·
Orde van Soevorov ·
Orde van Bogdan Chmelnitski ·
Orde van de Rode Ster ·
Orde van de Heilige Aartsengel Michaël ·
Onderscheidingskruis van de Heilige Apostelgelijke Vorstin Olga ·
Orde van Sint-Nicolaas de Wonderdoener
Zie ook: Ridderorden in Rusland · Orden van de Sovjetrepublieken · Orden van de Sovjet-Unie · Medailles van de Sovjet-Unie